# Izano
Izano – miejscowość i gmina we Włoszech, w regionie Lombardia, w prowincji Cremona.
Według danych na rok 2004 gminę zamieszkuje 1687 osób, 281,2 os./km².
W Izano urodził się duchowny rzymskokatolicki ks. kardynał Marco Cé